# The Cheetah Girls (grupo musical)
The Cheetah Girls fue un grupo de chicas estadounidense formado en 2002, compuesto principalmente por Adrienne Bailon, Kiely Williams y Sabrina Bryan. Raven-Symoné colaboró como miembro en las dos primeras películas musicales y sus respectivas bandas sonoras.
El grupo comenzó como un cuarteto ficticio para la película musical original de Disney Channel homónima, que se estrenó en 2003. La película se convirtió en el estreno de mayor audiencia para una Película Original de Disney Channel en ese momento y su banda sonora fue certificada doble platino por la RIAA. Tras el éxito de la película, las miembros Bailon, Williams y Bryan comenzaron a grabar como un grupo vocal real, mientras que Symoné optó por centrarse en proyectos en solitario. En 2005, el trío lanzó su álbum de estudio debut Cheetah-licious Christmas. Al año siguiente, Symoné regresó para la secuela The Cheetah Girls 2 y su banda sonora certificada platino, que sería su último trabajo con el grupo. En 2007, el grupo lanzó su segundo álbum de estudio, TCG. En 2008, el grupo apareció en su última película musical, The Cheetah Girls: One World.
Las Cheetah Girls crearon numerosas líneas de productos que incluían ropa, muñecas y videojuegos. El grupo realizó tres giras por Norteamérica: Cheetah-licious Christmas Tour, The Party's Just Begun Tour y el One World Tour. Han vendido más de 11 millones de discos en todo el mundo.

## Carrera

### 2002–2005: Primer película yCheetah-licious Christmas

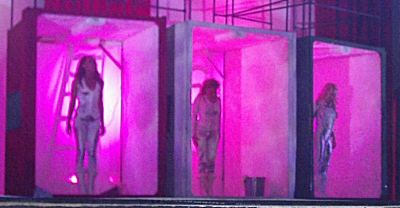
Las Cheetah Girls actuando durante su gira navideña de 2005

Las Cheetah Girls tuvieron una película para televisión, basada en una exitosa serie de libros para jóvenes adultos del mismo nombre escrita por Deborah Gregory, que se rodó en octubre y noviembre de 2002 y se estrenó el 15 de agosto de 2003. El DVD de la película vendió más de 800.000 copias y la película recibió más de 84 millones de espectadores en todo el mundo. La película fue protagonizada por Raven-Symoné, Sabrina Bryan, Adrienne Bailon y Kiely Williams. Durante las audiciones de casting para la película, la cantante Solange Knowles fue originalmente elegida, pero se retiró de la película debido a la promoción y lanzamiento de su álbum debut Solo Star. El papel recayó entonces en Williams, que junto con Bailon formaba parte originalmente del grupo de chicas 3LW. Aunque no había planes contractuales para grabar como un grupo musical real, la productora Debra Martin Chase consiguió convencer a Disney para crear nuevos contratos y lanzar la música de la película como banda sonora. El CD fue un éxito sorpresa a pesar de no haber sido promocionado. Poco después de la primera banda sonora, había planes para convertir a las Cheetah Girls en un grupo de grabación real. Sin embargo, Symoné decidió centrarse en el trabajo en solitario, dejando el trío de solo Bailon, Bryan y Williams.
The Cheetah Girls también iba a ser adaptada a una serie de televisión de máxima audiencia para ABC en su temporada 2004-2005. Según un artículo de la página de noticias de MTV, ABC iba a poner en marcha la producción de la serie a principios de 2004, y también se estaba hablando de escribir un papel para otra miembro de 3LW, Jessica Benson. Un artículo posterior, publicado en febrero de 2004, afirma que la sitcom The Cheetah Girls se retrasó debido al éxito de That's So Raven. El artículo afirmaba que debido a este éxito, Raven no podría hacer la sitcom. ABC no contrató la serie. Se rumoreaba que se había rodado un piloto para la serie, pero Williams y Bryan desmintieron más tarde los rumores que existían desde hacía tiempo sobre el rodaje del piloto.
A finales de 2004, las chicas grabaron por primera vez como trío para el álbum Disneymanía 3, versionando la canción "I Won't Say (I'm in Love)" de la banda sonora de Hércules. Las chicas lanzaron su primer disco en octubre de 2005 bajo Walt Disney Records, Cheetah-licious Christmas. El álbum incluía canciones navideñas clásicas y varias canciones originales, una de ellas escrita por las tres chicas. El álbum alcanzó el número 74 en la lista de álbumes Billboard 200. Su sencillo principal, "Cheetah-licious Christmas", se estrenó en Radio Disney y se emitió un vídeo musical de la canción en Disney Channel. Un segundo sencillo del álbum, "Five More Days 'Til Christmas", se lanzó como sencillo promocional exclusivamente en Radio Disney. Al mes siguiente, las chicas salieron de gira para apoyar el álbum, junto con Aly & AJ como teloneras y los Jonas Brothers como invitados especiales.

### 2006-2007: Segunda película,TCGy gira
The Cheetah Girls empezaron a trabajar en su álbum debut en enero de 2006. "Haremos un álbum de verdad, no una banda sonora", dice Adrienne Bailon. "Parte de la música estará producida por will.i.am de The Black Eyed Peas", añade. "Es importante que la gente nos vea como un grupo musical de verdad. Tenemos todo este gran marketing a nuestro alrededor, con las películas y otras cosas. Pero somos un grupo musical". Sin embargo, cuando surgió el rodaje y la grabación de The Cheetah Girls 2, el álbum quedó en suspenso. Raven-Symoné regresó para la película, que se rodó en Barcelona, España en la primavera de 2006.
El estreno de The Cheetah Girls 2 recibió un total de más de 8,1 millones de espectadores, convirtiéndose en el estreno de mayor audiencia para una Película Original de Disney Channel en ese momento. Tras el estreno de la película, el grupo se embarcó en The Party's Just Begun Tour de septiembre de 2006 a marzo de 2007. También actuaron en los Disney Channel Games el 24 de abril de 2007.
En una entrevista con Billboard sobre el álbum pospuesto, Sabrina Bryan declaró que las chicas trabajaron en la composición del álbum durante su gira, y que esperaban reunir a un público de fans de más edad al tiempo que se mantenían fieles a su base de fans más jóvenes. Bryan también declaró que las chicas trabajarían con productores con los que habían trabajado en el pasado, además de explorar nuevos productores, como Timbaland. El álbum se titulaba originalmente Who We Are, y se iba a lanzar el 19 de junio de 2007 pero se pospuso al 25 de septiembre de 2007, con el nombre TCG. El tema "So Bring It On" se lanzó como primer sencillo del álbum. "Fuego" se publicó como segundo sencillo del álbum.

### 2007-2008: Tercer película y separación

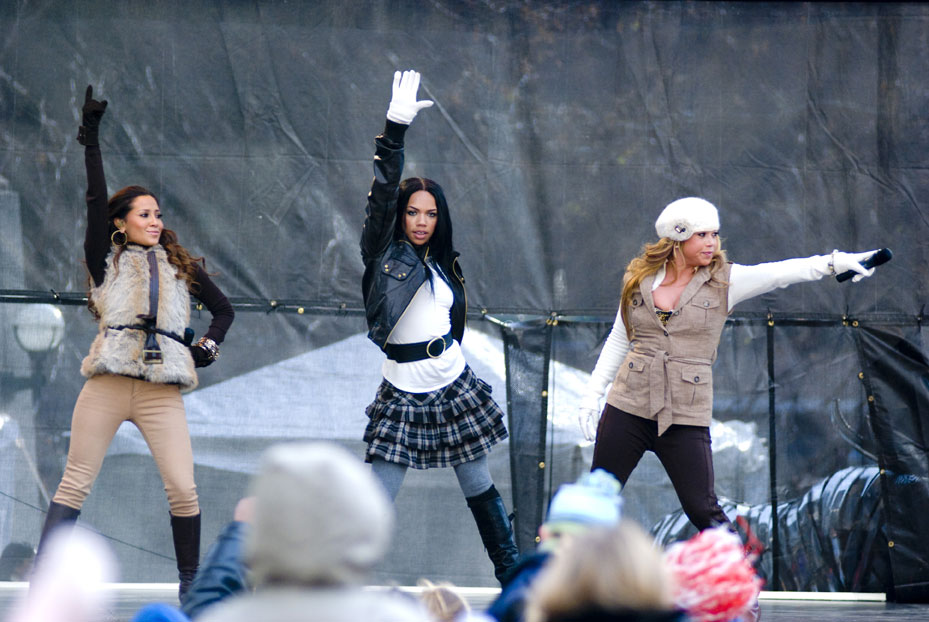
Las Cheetah Girls actuando en The Magnificent Mile en 2008

La tercera película de las Cheetah Girls se anunció para su preproducción a principios de 2007, con Adrienne Bailon revelando en marzo de 2007 que la película se rodaría durante un período de tres meses en la India y que la película tendría un argumento y un tema centrado en Bollywood. La totalidad de los miembros del reparto principal fue invitada a regresar, pero Raven-Symoné confirmó en agosto de 2007 que no aparecería en la tercera película.
Aunque en un principio se dijo que el motivo eran las "peleas de gatas" y los "problemas territoriales", Symoné reveló que no apareció en la tercera película porque se sintió "excluida" y "condenada al ostracismo" en el plató de la segunda película, probablemente debido a que las otras tres chicas habían pasado mucho tiempo juntas después de que las juntaran en el grupo. También se reveló que Raven y Williams no se llevaban bien por celos del papel de Raven en The Cosby Show y Raven reveló que habría ido a la cárcel si no fuera porque Lynn Whitfield, quien interpretaba a su madre, la mantuvo domada durante el rodaje.
El grupo comenzó a rodar su tercera y última película de Cheetah Girls, titulada The Cheetah Girls: One World, en enero de 2008. Se estrenó el 22 de agosto de 2008 y su banda sonora salió a la venta el 19 de agosto. La película debutó con 6,2 millones de espectadores, el estreno con menor audiencia de la serie. En otoño de 2008, el grupo salió de gira para promocionar la película y la banda sonora de "One World", en la que sería su última gira juntas. A finales de diciembre de 2008, el grupo se disolvió.

## Legado
Las Cheetah Girls fueron el primer grupo femenino multiétnico surgido de Disney Channel. El grupo no sólo contaba con jóvenes de distintas razas, orígenes y tamaños, sino que también presentaba música de diversas culturas de todo el mundo. Cuando la segunda película llevó al grupo a España, lanzaron "Amigas Cheetahs" y "Fuego" que presentaban letras en español y utilizaban trajes típicos de la cultura española.
El grupo fue muy popular al mismo tiempo que un grupo de chicas multiétnico más "adulto", The Pussycat Dolls. Este paralelismo es visible en sus nombres, en sus canciones de baile optimista, e incluso en su coreografía. La mayor diferencia radica en la naturaleza PG de The Cheetah Girls, que mantienen su coreografía bastante limpia y siempre llevan capas poco reveladoras. Todo ello ayudó al grupo a ganar popularidad entre preadolescentes y padres por igual.
El mensaje de las películas de The Cheetah Girls es que el estrellato es alcanzable siempre que recuerdes que tus relaciones personales cercanas son más importantes. Que el grupo permaneciera unido fue siempre el objetivo principal de la serie. Este apoyo femenino mostrado en las películas comunicaba una idea de feminismo a las chicas jóvenes que las veían. La música del grupo habla de "amigas para toda la vida" y "hermanas, we stand together" que dio a las jóvenes una base en el feminismo y una apreciación de otras etnias.
Las Cheetah Girls han inspirado a muchos artistas posteriores. Celebridades populares como Fifth Harmony (principalmente Camila Cabello y Ally Brooke), The McClain Sisters, Zendaya, Olivia Holt y Brittany O'Grady han mencionado a las Cheetah Girls como ídolos o inspiración. Kehlani y la rapera Cardi B también han rendido homenaje a The Cheetah Girls cantando sus canciones.

## Filmografía
| Año  | Título                       | Rol | Notas                                                                                             |
| ---- | ---------------------------- | --- | ------------------------------------------------------------------------------------------------- |
| 2003 | The Cheetah Girls            | The Cheetah Girls Raven-Symoné como Galleria Garibaldi, Adrienne Bailon como Chanel Simmons, Sabrina Bryan como Dorinda Thomas y Kiely Williams como Aquanette Walker]                                      | Filmada en Toronto, Canadá y Manhattan, Nueva York, Estelar Raven-Symoné como Galleria Garibaldi. |
| 2006 | The Cheetah Girls 2          | The Cheetah Girls Raven-Symoné como Galleria Garibaldi, Adrienne Bailon como Chanel Simmons, Sabrina Bryan como Dorinda Thomas, Kiely Williams como Aquanette Walker y Belinda Peregrin como Marisol Durán] | Filmada en Barcelona, España, Estelar Raven-Symoné como Galleria Garibaldi.                       |
| 2008 | The Cheetah Girls: One World | The Cheetah Girls Adrienne Bailon como Chanel Simmons, Sabrina Bryan como Dorinda Thomas y Kiely Williams como Aquanette Walker]                                                                            | Filmada en Udaipur, India. No aparece Raven-Symoné como Galleria Garibaldi.                       |

## Discografía

#### Álbumes de estudio
- 2005: Cheetah-licious Christmas
- 2007: TCG

#### Banda sonora
- 2003: The Cheetah Girls
- 2005: The Cheetah Girls 2
- 2008: The Cheetah Girls: One World

## Giras
- 2005: Cheetah-licious Christmas Tour
- 2006: The Party's Just Begun Tour
- 2008: One World Tour

## Mercancía
Existen líneas de ropa, juguetes y videojuegos inspirados en las Cheetah Girls. La línea de ropa se puso a la venta en las tiendas Sears. En 2007 se lanzó una línea de muñecas inspirada en las Películas Originales de Disney Channel.
Se lanzaron varios videojuegos con el grupo para Game Boy Advance y Nintendo DS, incluyendo The Cheetah Girls, The Cheetah Girls: Pop Star Sensations y The Cheetah Girls: Passport to Stardom.

### Serie de libros
The Cheetah Girls es una serie de libros escrita por Deborah Gregory y publicada por primera vez en 1999. La serie original inspiró la primera película; libros posteriores se publicaron como complementos de la película. Entre los complementos se incluyen: The Cheetah Girls Junior Novel (publicada el 25 de octubre de 2004; escrita por Deborah Gregory), The Cheetah Girls 2 Junior Novel (publicada el 18 de julio de 2006; escrita por Alice Alfonsi) y The Cheetah Girls: One World Junior Novel (publicada el 22 de julio de 2008; escrita por Kirsten Thorpe).